# Зикст, Фридрих
Фридрих Зикст (нем. Friedrich Maximilian Heinrich Sixt; 28 октября 1895, Мюнхен, Германия — 4 августа 1976) — немецкий генерал, участник Первой и Второй мировых войн. Командовал несколькими дивизиями на Восточном фронте. Кавалер Рыцарского Креста Железного Креста с Дубовыми Листьями.

## Биография

### Первая мировая война
Фридрих Максимильян Зикст родился 28 октября 1895 года в Мюнхене, Германия. 3 августа 1914 года он вступил в Королевскую баварскую армию в качестве фенриха. По окончании университета он был назначен в 6-й Королевский баварский полевой артиллерийский полк «Принц Фердинанд Бурбонский, герцог Калабрийский». 24 февраля 1915 года был произведен в лейтенанты и провел остаток Первой мировой войны в качестве офицера артиллерии. Во время войны он получил Железный кресты 2-го и 1-го класса, знак ранения в чёрном и Баварский орден за военные заслуги 4-го класса с мечами.

### Служба в рейхсвере
Весной 1920 года Фридрих Зикст вступил в рейхсвер и принял командование 7-м баварским артиллерийским полком. 1 октября 1926 года он закончил свое двухлетнее обучение в качестве офицера Генерального штаба и был назначен в штаб 7-й дивизии в Мюнхене. 1 июля 1928 года Фридрих Зикст был произведён в капитаны, а осенью 1929 года он был назначен в 9-ю батарею 6-го прусского артиллерийского полка. Весной 1930 года он был назначен в штаб 7-й дивизии рейхсвера в Мюнхене, в 1933/1934 годах он произведен в майоры. 1 августа 1937 года он был произведен в подполковники, а 1 апреля 1938 года он был переведен в Генеральный штаб армии во второй отдел генерал-квартирмейстера.

### Вторая мировая война
1 февраля 1940 года он был произведен в полковники генерального штаба. 20 апреля 1940 года он был назначен начальником штаба 44-го армейского корпуса. На этой должности в мае 1940 года он участвовал в западной кампании.
С 1941 года на южном участке Восточного фронта. 1 июня 1942 года он был произведен в генерал-майоры. В составе в качестве начальника штаба 17-й армии участвовал в наступлении на Кавказ. 1 июня 1943 года Фридрих Зикст был произведен в генерал-лейтенанты. С 29 июня 1943 года он командовал 50-й пехотной дивизией в оборонительных боях и отступлении с Кубанского плацдарма (Голубая линия) в Крым. 1 мая 1944 года он был тяжело ранен осколком снаряда в Крыму, его выздоровление заняло несколько месяцев. 1 ноября 1944 года он вступил в командование 5-й егерской дивизией в составе 2-й армии. Дивизия сражалась в битве за Восточную Пруссию в феврале 1945 года и в составе 9-й армии в битве при Одере. 18 апреля 1945 года он вступил в должность командующего 101-й армейского корпуса как преемник генерала В. Берлина. Корпус оборонял рубежи канала Гогенцоллернов на участке реки Эльба. Капитулировал перед английскими войсками в составе 21-й армии в окрестностях города Людвигслуст.
4 августа 1976 года Фридрих Зикст умер в окрестностях Мюнхена (долина Исар).

## Награды
- Железный крест (1914) 2-го класса (23 декабря 1915) (Королевство Пруссия)
- Железный крест (1914) 1-го класса (5 мая 1918)[1]
- Орден за военные заслуги 4-го класса с мечами (Королевство Бавария).
- Пряжка к Железному кресту (1939) 2-го класса (28 сентября 1939)
- Пряжка к Железному кресту (1939) 1-го класса (11 июня 1941)
- Немецкий крест в золоте (18 мая 1942) (полковник, начальник штаба 44-го армейского корпуса)[2]
- Рыцарский крест Железного креста с дубовыми листьями
  - рыцарский крест (17 декабря 1943), генерал-лейтенант, командир 50-й пехотной дивизии[3]
  - дубовые листья (11 марта 1945), генерал-лейтенант и командира 5-я егерской дивизии[4]
- Орден Михая Храброго 3-го класса (17 января 1944)
- Упоминание в Вермахтберихт (12 сентября 1944)

## В культуре
В фильме "Третий удар" (1948) режиссёра Игоря Савченко о ходе Крымской наступательной операции немецкий генерал является одним из антагонистов картины, его роль исполнил актёр Аркадий Цинман.